# Juho Kusti Paasikivi
Juho Kusti Paasikivi [IPA: juho kusti pɑ:sikiʋi] (27. listopadu 1870 Hämeenkoski – 14. prosince 1956 Helsinky) byl v letech 1946–1956 prezidentem Finska, předtím vykonával funkci předsedy vlády (v roce 1918 a poté znovu mezi lety 1944 a 1946). Paasikivi byl více než 50 let vlivnou osobností ekonomického a politického života Finska. Je tvůrcem finské zahraniční politiky po druhé světové válce, která bývá označována termínem finlandizace. Byl to „snad největší skandinávský politik 20. století.“

## Biografie

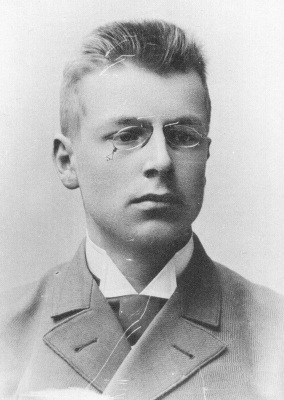
Juho Kusti Paasikivi v roce 1893.

Paasikivi se narodil roku 1870 ve finském městě Koski jako Johan Gustaf Hellsten. Jeho otec August Hellsten byl kupec švédské národnosti. Ve 14 letech osiřel a byl vychováván tetou a v roce 1885 své jméno pofinštil na Paasikivi.
Roku 1890 nastoupil na univerzitu v Helsinkách, kde studoval práva. Bakalářský titul získal roku 1892, na právníka promoval v roce 1897. Ve stejném roce se také oženil s Annou Matildou Forsmanovou, se kterou měl čtyři děti. Doktorandské studium úspěšně završil roku 1901 a následně dva roky působil jako asistent profesora. Odtud přešel do administrativních struktur Finského velkoknížectví a nastoupil politickou kariéru.

### Počátek politické kariéry
Paasikivi byl už na univerzitě politicky aktivní. Patřil k národnímu hnutí a podporoval větší autonomii Finska na Rusku. Odmítal snahu Rusů prosadit ruštinu jako jediný úřední jazyk v celé Ruské říši. V letech 1907 až 1913 byl poslancem parlamentu za konzervativně-vlasteneckou Finskou stranu.
V roce 1914 se kvůli pochybnostem o dalším směřování Finské strany stáhnul z celostátní politiky i administrativy a přijal místo ředitele banky KOP. Tuto pozici zastával až do roku 1934. V letech 1915–1918 byl členem městské rady Helsinek.

### Vyhlášení nezávislosti a občanská válka
Po ruské únorové revoluci v roce 1917 byl Paasikivi jmenován členem komise, která měla modernizovat právní systém Finského velkoknížectví a upravit jeho pozici v rámci Ruské říše. Zpočátku Paasikivi podporoval, aby se Finsko stalo autonomní součástí Ruska, ale po říjnové revoluci začal prosazovat vyhlášení nezávislosti, i když místo republiky preferoval konstituční monarchii.
Po vyhlášení nezávislosti podporoval monarchii v čele s německým princem Fridrichem Karlem Hesenským – předpokládal totiž, že tato vazba na Německo zabezpečí Finsku podporu proti bolševikům. Během občanské války stál na straně finské bílé armády, která nakonec s podporou Němců zvítězila. Bezprostředně po skončení občanské války zastával od května do listopadu 1918 funkci premiéra a i nadále podporoval konstituční monarchii.
Po porážce Německa v první světové válce se Finsko stalo republikou a Paasikivi opět rezignoval na politické funkce a vrátil se k práci v bance.

### Meziválečné období
Paasikivi jakožto konzervativní politik byl odpůrcem finských socialistů a komunistů, proto se v meziválečném období krátce přidal ke krajně pravicovému polofašistickému hnutí Lapua. Toto hnutí však, stejně jako řada dalších významných představitelů (např. Kaarlo Juho Ståhlberg), opustil poté, co se radikalizovalo. Hnutí Lapua bylo následně po neúspěšném pokusu o puč zakázáno.
V roce 1934 byl zvolen předsedou Národní koaliční strany a podařilo se mu ji očistit od podezření z napojení strany na hnutí Lapua. V témže roce se podruhé oženil (první žena zemřela roku 1931) a přijal post velvyslance ve Stockholmu. Švédsko se v té době stalo jediným možným partnerem Finska – z východu jej ohrožoval Sovětský svaz, autoritářské režimy v pobaltských republikách ani hitlerovské Německo nepřipadaly jako spojenci v úvahu a Velká Británie ani Francie nejevily o Finsko zájem.
Paasikivi ve Švédsku usiloval o zlepšení vzájemných vztahů, které byly od občanské války značně oslabené, a navázání spolupráce v obranné politice. Jeho snaha se zpočátku jevila jako úspěšná, nicméně po napadení Finska Sovětským svazem byla švédská podpora menší než se očekávalo – Švédsko Sovětskému svazu nevyhlásilo válku a ani nevyslalo své vojáky na obranu Finska.
Před zimní válkou byl velvyslancem v Moskvě. Po vypuknutí války souběžně s tím zastával funkci ministra bez portfeje a vedl jednání o uzavření příměří. Když se dozvěděl, že Finsko bez jeho vědomí jedná s Třetí říší, na všechny funkce rezignoval.

### Premiér a prezident
Během pokračovací války byl Paasikivi v opozici k proněmecké politice Finska. Žil v ústraní a začal psát paměti. Od roku 1943 předpokládal německou porážku.
Po podpisu příměří se Sovětským svazem byl Paasikivi jmenován předsedou vlády. Hlavním cílem jeho vlády bylo, aby Finsko nepředstavovalo hrozbu Sovětskému svazu a mělo s ním dobré vztahy. To znamenalo mimo jiné akceptovat ve vnitřní politice mnoho sovětských požadavků.
Po odstoupení prezidenta Mannerheima v roce 1946 byl zvolen jeho nástupcem. V této funkci pokračoval ve své zahraniční politice, která se dnes označuje termínem finlandizace. Nejvyššími hodnotami této politiky byl mír a samostatnost Finska, v praxi se jednalo o podřízení se velmocenskému postavení Sovětského svazu. Finsko spolupracovalo se skandinávskými zeměmi, ale zároveň si vytvořilo silné ekonomické vazby na SSSR a důsledně zachovávalo neutralitu.
Paasikivi byl opět zvolen prezidentem roku 1950. Jeho druhý mandát skončil v březnu 1956, v prosinci téhož roku ve věku 86 let zemřel.

## Vyznamenání
| Stát              | Stuha              | Název                                       | Datum udělení       |
| ----------------- | ------------------ | ------------------------------------------- | ------------------- |
| Dánsko            |                    | rytíř Řádu slona                            | 1950, 17. listopadu |
| Francie           |                    | Řád čestné legie                            |                     |
| Island            |                    | velkokříž s řetězem Řádu islandského sokola | 1954, 24. dubna     |
| Norsko            |                    | velkokříž Řádu svatého Olafa                |                     |
| Polsko            |                    | Řád svatého Stanislava                      |                     |
| Pruské království |                    | Železný kříž                                |                     |
| Rusko             |                    | Řád svaté Anny                              |                     |
| Sovětský svaz     |                    | Leninův řád                                 | 1954                |
| Švédsko           |                    | rytíř Řádu Serafínů                         | 1947, 10. června    |
| Švédsko           | Řád polární hvězdy |                                             |                     |